# Váchdžírský průsmyk
Váchdžírský průsmyk (anglicky Wakhjir pass) je vysokohorské sedlo ve východním Afghánistánu, kterým prochází afghánsko-čínská hranice. Uzavírá 300 km dlouhý, místy jen 15 km široký Vachánský koridor. Pro svou nadmořskou výšku 4 923 metrů nad mořem je velmi těžko dopravně průchodný a většinu roku je pod sněhem. Zároveň je místem, kde dochází k největší jednorázové změně časového pásma na světě - o 3,5 hodiny. Na afghánské straně hranice platí časové pásmo GMT+4,5h, na čínské jednotný pekingský čas GMT+8h.
V roce 2014 je přes nejprůchodnější část sedla natažen dvojitý plot s ostnatým drátem, hlídaný čínskou pohraniční stráží. Číňané dostavěli ze svojí strany silnici až do sedla. Na satelitních snímcích mapy.cz ze září 2023 je vidět na čínské straně průsmyku zpevněná parkovací plocha a větší počet vozidel. Oproti tomu z afghánské strany končí silnice sjízdná pro vozidla cca 110 km od hranice v okolí obce Sarhad-e Broghil.